# No Paiz das Amazonas
No Paiz das Amazonas é um documentário mudo brasileiro de 1922, dirigido por Silvino Santos e produzido por Joaquim Gonçalves Araújo. O filme mostra aspectos da região Norte do Brasil em blocos temáticos, com detalhes do processo de extração e cultivo de produtos. Araújo contratou Santos para fazer um documentário sobre o desenvolvimento econômico da região, e também tinha a intenção de divulgar seus negócios. Lançado em 5 de dezembro de 1922, o filme teve recepção positiva em diversas capitais e recebeu a medalha de ouro da Exposição Internacional do Centenário da Independência. A Associação Brasileira de Críticos de Cinema elegeu o filme em 2017 como um dos cem melhores documentários brasileiros de todos os tempos.

## Enredo
No Paiz das Amazonas conta com blocos temáticos dedicados à borracha, à pesca, às castanhas, às madeiras e ao gado, com detalhes do processo de extração e cultivo desses produtos. É dividido em dez partes, a maioria delas dedicada às mercadorias comercializadas na região da bacia amazônica e aos meios de produção empregados para prepará-las para venda. O objetivo principal do filme seria, por meio de um discurso nacionalista, documentar o progresso do Brasil, em particular da Amazônia, que tem uma economia sustentada pela exploração de matéria-prima abundante.
O documentário começa mostrando diversos aspectos da cidade de Manaus, como seu porto e os principais comércios da região. O filme então passa a exibir a pesca nos "grandes lagos" do Amazonas. Mostra-se também extração da balata no rio Branco e o preparo do látex. Essa parte do filme finaliza mostrando um grupo de índios e índias peruanas "terrivelmente decotadas", segundo a legenda do filme. Depois, exibe-se Porto Velho, até a divisa com a Bolívia, mostrando a Estrada de Ferro Madeira-Mamoré. Após exibir o preparo do guaraná, em Maués, e a Pedra Pintada, o filme finaliza mostrando novamente Manaus, numa embarcação à vapor, sobre cachoeiras "perigosíssimas".

## Antecedentes e produção
O imigrante português Silvino Santos chegou ao Brasil em 1899, aos 13 anos. Segundo ele, desenvolveu seu interesse no país, entre outros motivos, através dos livros e fotografias sobre o exotismo da natureza do Brasil e a lenda do Eldorado. Foi um dos primeiros cineastas a filmar a região amazônica, ao lado do major Luiz Thomaz Reis (1878-1940). Após atuar como cinegrafista e fotógrafo, Santos conheceu o comendador Joaquim Gonçalves Araújo em 1920, que trabalhava com borracha. Araújo o contratou para fazer um documentário sobre o desenvolvimento econômico no norte do Brasil, tornando-se produtor executivo, com a expectativa de promover seus negócios com a exibição do filme na Exposição Internacional do Centenário da Independência, realizada no Rio de Janeiro entre 1922 e 1923. Ele também financiou o filme. As filmagens se concentraram nos estados de Amazonas, Acre e Rondônia, apresentando "um inventário da natureza, da cultura e da economia do norte brasileiro." Os intertítulos são escritos pelo filho de Araújo, Agesilau, que, apesar de não assumir a função, aparece nos créditos como diretor.

## Recepção e legado
A estreia ocorreu em 5 de dezembro de 1922. Em 1923, foi exibido em sessão especial para o então presidente Artur Bernardes. Lá, foi premiado pelo júri da Exposição do Centenário com medalha de ouro, o único a realizar tal feito. Internacionalmente, foi exibido em Lisboa, Paris, Estados Unidos e Londres. No Paiz das Amazonas se tornou popular em várias capitais brasileiras, especialmente no Rio de Janeiro, onde ficou em cartaz por cinco meses. Na imprensa, houve diversos elogios ao filme, especialmente por sua qualidade, com tom de patriotismo e demonstrando orgulho da Amazônia.
Segundo o Itaú Cultural, um comentário anônimo publicado no jornal O Estado de S. Paulo, em 5 de agosto de 1923, sintetiza a recepção do filme: "Viva o Brasil! O prazer é completo: nenhum só drama idiota de amor, nem uma farsa sensaborosa, nada, enfim, desses episódios imbecis que constituem a trama ordinária dos filmes cinematográficos [...] Vão ver a fita. Quem tem gosto e ama o Brasil sairá do espetáculo com a alma satisfeita e o coração dilatado". O Jornal do Commercio elogiou o filme como impressionante, e comentou que é "nítido, tão inteligente e tão eloquente [...] Agora, em qualquer conversa, surge esta pergunta: 'Já viu a fita No Paiz das Amazonas?'". A Fon-Fon disse que sua nitidez e apresentação "é o que de melhor temos visto em trabalho nacional e estrangeiro". Um comentário ao Correio Paulistano descreveu o filme como "uma película interessante e de grande valor".
O Cineasta da Selva (1997), filme de Aurélio Michiles sobre a vida de Silvino Santos, mostra cenas do filme. Por iniciativa da Prefeitura de Manaus, uma versão restaurada foi lançada em 22 de outubro de 2014. Em 15 de março de 2017, a Associação Brasileira de Críticos de Cinema elegeu No Paiz das Amazonas como o 71.º melhor documentário brasileiro de todos os tempos, sendo o mais antigo contido na lista.